# 圣若泽-达拉帕
圣若泽-达拉帕是巴西米纳斯吉拉斯州的一个市镇。总面积48.636平方公里，总人口17900人，人口密度368人/平方公里。